# Ivana Sugar
Ivana Sugar (Ucrania, 26 de febrero de 1992) es una actriz pornográfica ucraniana.

## Biografía
Ivana Sugar, nombre artístico, nació en Ucrania en febrero de 1992. No se sabe mucho acerca de su vida hasta antes de 2010, momento en que a sus 18 años entra en la industria pornográfica.
Como actriz porno, ha trabajado para productoras tanto europeas como estadounidenses, destacando Private, Evil Angel, Marc Dorcel Fantasies, Digital Sin, Devil's Film, Girlfriends Films, Cherry Vision, New Sensations, Juicy Entertainment o Kick Ass Pictures. Asimismo, ha trabajado para diversos sitios web como Twistys, Viv Thomas o 21Sextury.
En 2012 estuvo nominada en los Premios AVN en la categoría de Mejor escena de sexo en producción extranjera por la película In Like Timo junto a Ellen Lotus, Amelie y Timo Hardy.
En 2013 ganó en los Premios Galaxy, que se otorgan en España, el galardón a la Artista revelación del año. Al año siguiente se llevó el premio a la Artista femenina.
Durante tres ediciones consecutivas (2013, 2014 y 2015) recibió la nominación en los Premios AVN a la Artista femenina extranjera del año.
Hasta la actualidad, ha rodado más de 470 películas como actriz.
Algunas películas de su filmografía son 2 At A Time, Blow Me Off, Buttman Focused 9, Deep Anal Drilling 3, Family Affair, Hold Me Close, Rocco The Impaler, Teens Vs MILFs o The Lady's Maids.

## Premios y nominaciones
| Año  | Ceremonia         | Resultado | Premio                                        | Trabajo      |
| ---- | ----------------- | --------- | --------------------------------------------- | ------------ |
| 2012 | Premios AVN       | Nominada  | Mejor escena de sexo en producción extranjera | In Like Timo |
| 2013 | Premios AVN       | Nominada  | Artista femenina extranjera del año           | —            |
| 2013 | Premios Galaxy    | Ganadora  | Artista revelación del año                    | —            |
| 2014 | Premios AVN       | Nominada  | Artista femenina extranjera del año           | —            |
| 2014 | Premios Galaxy    | Ganadora  | Artista femenina del año                      | —            |
| 2014 | Spank Bank Awards | Nominada  | International Fuck Bunny                      | —            |
| 2015 | Premios AVN       | Nominada  | Artista femenina extranjera del año           | —            |